# Eraldo Monzeglio
Eraldo Monzeglio (Vignale Monferrato, 1906. június 5. – Torino, 1981. november 3.) kétszeres világbajnok olasz labdarúgó, hátvéd, edző.

## Pályafutása

### Klubcsapatban
A Casale csapatában kezdte a labdarúgást, ahol 1923-ban mutatkozott be az első csapatban. 1926 és 1935 között a Bologna játékosa volt, ahol az 1928–29-es idényben bajnok lett a csapattal, majd 1932-ben és 1934-ben Közép-európai kupa-győztes lett az együttessel. 1935 és 1935 között az AS Roma csapatában szerepelt. 1939-ben fejezte be az aktív labdarúgást.

### A válogatottban
1934 és 1938 között 35 alkalommal szerepelt az olasz labdarúgó-válogatottban. Tagja volt az 1934-es és az 1938-as világbajnoki címet nyert csapatnak.

### Edzőként
1946 és 1973 között edzőként tevékenykedett. Először a Como csapatát edzette 1946–47-ben, majd két éven át a Pro Sesto szakmai munkáját irányított. 1949 és 1956 között az SSC Napoli vezetőedzője volt, ahova az 1962–63-as idényben ismét visszatért. 1956–57-ben a Monza, 1958 és 1962 között a Sampdoria csapatainál tevékenykedett. 1963–64-ben a Juventus vezetőedzője volt. 1966-ban éd 1973-ban a Chiasso együttesénél dolgozott. Közte a Lecco edzője is volt.

## Sikerei, díjai
Olaszország
- Világbajnokság
  - világbajnok: 1934, Olaszország, 1938, Franciaország

 Bologna
- Olasz bajnokság (Serie A)
  - bajnok: 1928–29
- Közép-európai kupa
  - győztes: 1932, 1934